# Ferrari F1-2000
Chronologie des modèles (2000)
Ferrari F399 Ferrari F2001
La Ferrari F1-2000 est la monoplace de Formule 1 de l'écurie Ferrari, engagée au cours de la saison 2000 de Formule 1. Ses pilotes sont Michael Schumacher et Rubens Barrichello. L'Italien Luca Badoer en est le pilote d'essais.

## Historique

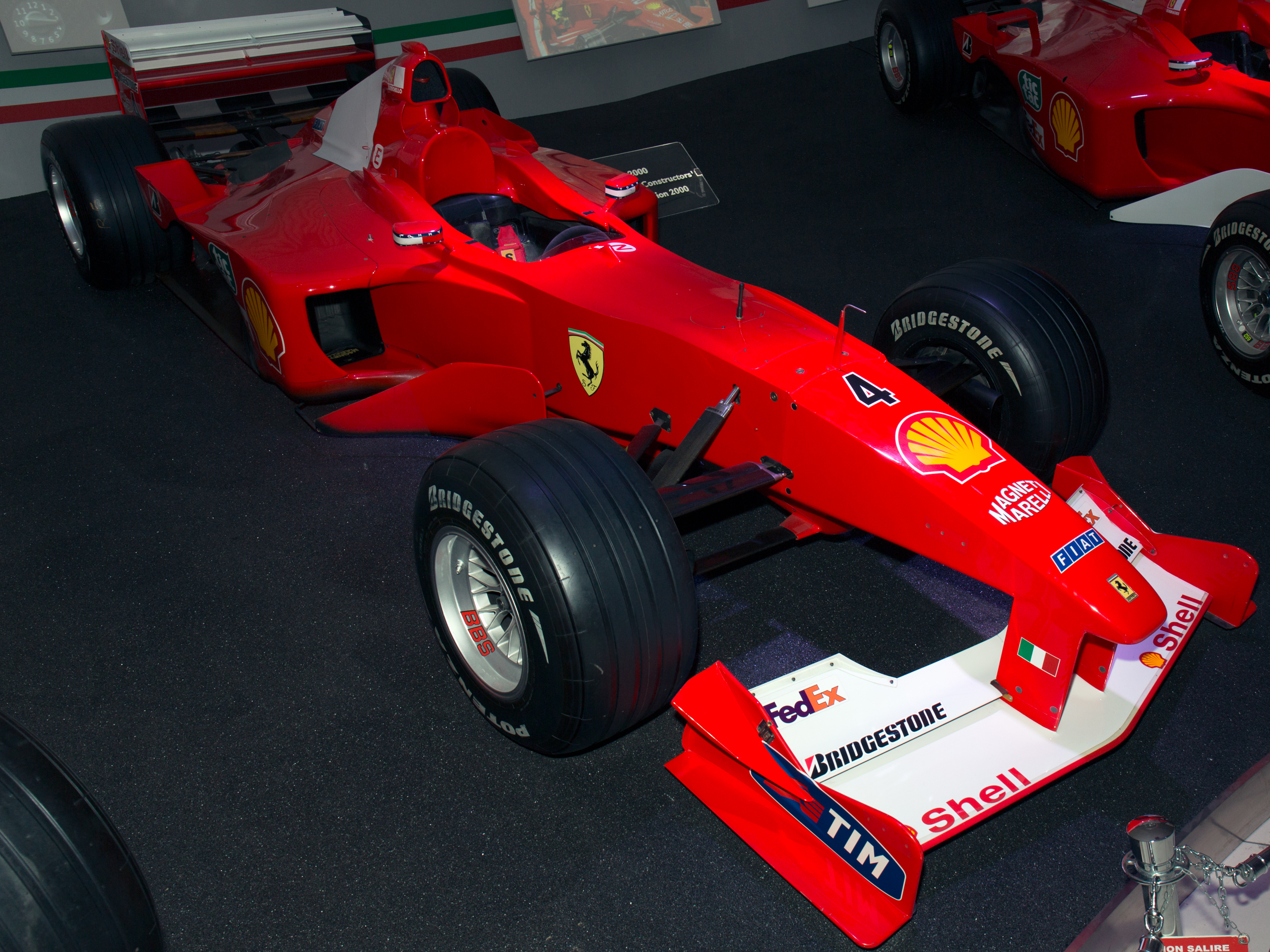
La Ferrari F1-2000 de Rubens Barrichello exposée au musée Ferrari.

La saison 2000 s'annonce comme celle de la confirmation pour la Scuderia Ferrari, après la conquête du titre Constructeurs l'année précédente, et malgré la défaite d'Eddie Irvine dans le Championnat Pilotes face à Mika Häkkinen, quand Michael Schumacher, après son accident au grand prix d'Angleterre devait se contenter de regarder de loin une lutte qu'il avait les armes pour remporter, et ainsi rapporter à Maranello le « Graal », ce titre Pilotes qui fuit les « Rouges » depuis 1979.
La conception de la F1-2000 est tout entière tournée vers ce but : elle se situe dans la droite lignée de sa devancière, la F399, et pour tout dire elle en est l'achèvement des principes directeurs : nez fin et relevé, pontons plus resserrés, centre de gravité abaissé notamment par l'adoption d'un V10 à angle plus large (90°). Cette continuité est le fruit d'une équipe en place depuis 1996 : la « dream team » Rory Byrne - Jean Todt - Ross Brawn. Cette équipe est toujours soudée autour d'un pilote vedette, Michael Schumacher, en quête d'un troisième titre mondial qui lui échappe année après année. Ce dernier est appuyé par l'expérimenté Rubens Barrichello, venu de Stewart en remplacement d'Eddie Irvine, avec la promesse d'un statut de « numéro 1 bis » au sein de la mythique écurie, bien que la cohabitation avec Schumacher laisse augurer un tout autre rôle pour le Brésilien.
Dès la première manche de la saison, en Australie, la comparaison avec le grand rival McLaren tourne légèrement à l'avantage des pilotes de la F1-2000 : plus rapides, les monoplaces anglo-allemandes semblent en revanche fragiles comme du verre : aucune d'entre elles ne verra l'arrivée de la manche d'ouverture, offrant à Ferrari un doublé bienvenu ! Rebelote au Brésil, où Schumacher s'imposera devant Coulthard avant la disqualification de ce dernier. Sur le circuit Enzo e Dino Ferrari, à Saint-Marin, Schumacher continue son début de saison en fanfare en signant une troisième victoire en trois courses et surtout en dominant à la régulière son rival finlandais Mika Häkkinen, qui inscrit ses premiers points de la saison à l'occasion.
En Angleterre, la concurrence reprend de la vigueur : Coulthard devance Häkkinen et Schumacher, replaçant McLaren dans la course au titre. Pourtant tout avait bien commencé pour la Scuderia, Barrichello signant la première pole position de la F1-2000 et menant la course jusqu'à son abandon sur problème hydraulique. En Espagne, Häkkinen s'impose devant Coulthard et Barrichello, Schumacher n'est que cinquième. Lors du grand prix d'Europe, sur le Nürburgring, Schumacher et Häkkinen affirment leur prétention sur le titre pilotes en éclipsant totalement le reste du plateau : Michael Schumacher s'impose, treize secondes devant Mika Häkkinen, les autres pilotes et notamment leurs coéquipiers sont à un tour !
La F1-2000 est donc performante, tout comme son pilote désormais numéro un de fait, mais sa fiabilité va être prise en défaut, à l'occasion du grand prix le plus prestigieux de l'année, à Monaco : Schumacher, parti de la pole, domine outrageusement le grand prix, mais est contraint à l'abandon sur une rupture de suspension, offrant la victoire à un Coulthard qui n'en demandait pas tant. Au Canada, l'Allemand se venge en remportant un superbe succès devant son équipier qui parachève le triomphe de la Scuderia. Cependant un été qui se révèlera dramatique pour l'écurie au Cheval Cabré débute, et le grand prix de France sera la première d'une série de déroutes pour les F1-2000 : Coulthard et Häkkinen dominent les Ferrari et signent un doublé lorsque celle de Schumacher le lâche. En Autriche et en Allemagne, Schumacher s'accroche dès le premier virage avec la Benetton B200 de Giancarlo Fisichella et doit assister au retour aux deux championnats des McLaren.
Cependant en Allemagne, sur les terres de Mercedes, son équipier, parti de la dix-huitième place sur la grille de départ, entame une remontée fantastique et, sous le déluge, signe un authentique acte de bravoure en restant en pneus secs pour ne pas s'arrêter et pouvoir passer les McLaren! Le pari s'avère gagnant et Barrichelo signe sa première victoire en grand prix, permettant à Ferrari et Michael Schumacher de conserver la tête des deux championnats.
En Hongrie, Häkkinen s'impose et dépossède Schumacher et Ferrari de cette position, ce qu'il confirmera en Belgique, où il dépasse Schumacher au terme d'une manœuvre d'anthologie. À ce moment de la saison, tout peut encore arriver, mais Schumacher signera une fin de saison aussi parfaite que l'était son entame : quatre courses,  autant de succès, offrant à son employeur les titres tant attendus, et ouvrant ainsi une ère de domination pour la Scuderia et son pilote fétiche. Ce dernier bat plusieurs records durant cette saison : nombre de victoires en une saison (9) qu'il codétenait déjà depuis 1995 avec Nigel Mansell en 1992, nombre de points marqués en une saison : 108.

## Résultats en championnat du monde de Formule 1
| Saison | Écurie                    | Moteur          | Pneus       | Pilotes            | Courses | Courses | Courses | Courses | Courses | Courses | Courses | Courses | Courses | Courses | Courses | Courses | Courses | Courses | Courses | Courses | Courses | Points inscrits | Classement |
| Saison | Écurie                    | Moteur          | Pneus       | Pilotes            | 1       | 2       | 3       | 4       | 5       | 6       | 7       | 8       | 9       | 10      | 11      | 12      | 13      | 14      | 15      | 16      | 17      | Points inscrits | Classement |
| ------ | ------------------------- | --------------- | ----------- | ------------------ | ------- | ------- | ------- | ------- | ------- | ------- | ------- | ------- | ------- | ------- | ------- | ------- | ------- | ------- | ------- | ------- | ------- | --------------- | ---------- |
| 2000   | Scuderia Ferrari Marlboro | Ferrari 049 V10 | Bridgestone |                    | AUS     | BRÉ     | SMR     | GBR     | ESP     | EUR     | MON     | CAN     | FRA     | AUT     | ALL     | HON     | BEL     | ITA     | USA     | JAP     | MAL     | 170             | Champion   |
| 2000   | Scuderia Ferrari Marlboro | Ferrari 049 V10 | Bridgestone | Michael Schumacher | 1er     | 1er     | 1er     | 3e      | 5e      | 1er     | Abd     | 1er     | Abd     | Abd     | Abd     | 2e      | 2e      | 1er     | 1er     | 1er     | 1er     | 170             | Champion   |
| 2000   | Scuderia Ferrari Marlboro | Ferrari 049 V10 | Bridgestone | Rubens Barrichello | 2e      | Abd     | 4e      | Abd     | 3e      | 4e      | 2e      | 2e      | 3e      | 3e      | 1er     | 4e      | Abd     | Abd     | 2e      | 4e      | 3e      | 170             | Champion   |

Légende : ici 